# Mini Album Vol. 1
《Mini Album Vol.1》은 대한민국의 가수 손담비의 첫 번째 미니 음반이다. 타이틀 곡은 Bad Boy이며 랩 피쳐링은 애프터스쿨의 리더 가희가 참여했다. 5번 트랙 "그만하자"는 후에 정규 1집 《Type-B》에 수록되었다.

## 수록곡
| #             | 제목                      | 작사          | 작곡          | 편곡          | 재생 시간 |
| ------------- | ------------------------- | ------------- | ------------- | ------------- | --------- |
| 1.            | 〈Intro〉                 | 용감한 형제   | 용감한 형제   | 용감한 형제   | 1:20      |
| 2.            | 〈Bad Boy〉               | 용감한 형제   | 용감한 형제   | 용감한 형제   | 3:23      |
| 3.            | 〈반대말〉                | 안영민        | 서재하        | 서재하        | 3:37      |
| 4.            | 〈입다 질린 옷〉          | 휘성          | 전군          | 전군          | 3:15      |
| 5.            | 〈그만하자〉              | 이상백        | 이민수        | 이민수        | 3:42      |
| 6.            | 〈Bad Boy〉 (Ballad Ver.) | 용감한 형제   | 용감한 형제   | 용감한 형제   | 1:34      |
| 7.            | 〈Bad Boy〉 (Inst.)       | 용감한 형제   | 용감한 형제   | 용감한 형제   | 3:22      |
| 총 재생 시간: | 총 재생 시간:             | 총 재생 시간: | 총 재생 시간: | 총 재생 시간: | 20:13     |